# コードページ437
コードページ437とは、オリジナルのIBM PC（パーソナルコンピュータ）の文字セットである。CP437やOEM-US、OEM 437、PC-8、DOS Latin USとしても知られる。32番から126番のASCIIコード、アクセント付き文字（ダイアクリティカルマーク）の拡張範囲のコード、ギリシア文字がいくつか、アイコン、線を引くための記号、これらが含まれている。「OEMフォント」や「high ASCII」、「拡張ASCII」（同様に互換性のないASCII拡張の1つ）として言及されることもある。
この文字セットはEGAおよびVGAに互換性があるグラフィックカードの初期フォントとして残っている。PCが再起動してフォントが記録媒体から読み込まれる前に表示されるテキストは一般的にこの文字セットで描画される。IBM PCの時代に開発された多くのファイルフォーマットもまたコードページ437がもとになっている。

## ディスプレイアダプタ
9×14ピクセルのフォントとしてIBM Monochrome Display Adapter  (MDA) のROMに、またColor Graphics Adapter (CGA) カードの8×8ピクセルのフォントとしてこのフォントはオリジナルのIBM PCに含まれていた。
これらのディスプレイアダプタはすべて各文字のセルに8ビット文字のコードポイントが含まれているテキストモードが存在していて（詳細はこちらを参照）、256通りの値が表示可能文字として使えるようになっていた。ASCIIで非表示可能文字として予約されている0番から31番の範囲のコードも含めて、256コードすべてが表示可能文字としてROMに割り当てられた。
東ヨーロッパの様々なPC機種で異なる文字セットが使われていて、ジャンパやCMOSの設定でユーザーが選べるものもあった。現地語のテキストを表示ができるようにしつつもコードポイントを多くの罫線素片で共有するなどして、可能な限りコードページ437と合うようにこれらの文字セットは設計された。

## Altコード
Altコードの数字の組み合わせはコードページ437とその他のDOSコードページがもとになっている。Altキーを押しつつテンキーで3桁で十進法のAltキーコードを入力することによってユーザーは文字を入力できる。マイクロソフトによって（CP1252などの）専用の文字セットに、後にUnicodeにWindowsで切り替えがなされたとき、もとのコードは残された（マイクロソフトはテンキーで数字の前に0を入力することでCP1252など実際の文字セットでコードを入力できるようにした）。

## 文字セット
コードページ437は次の表に表される。対応するUnicodeのコードポイントと十進法でのコードポイントが各文字とあわせて表示される。一部のコードポイントには対応するUnicodeのコードポイントが複数あるため下の注記も見ること。十進法のコードはAltコードとして知られてもいる。
256通りすべての8ビットコードにグラフィックがROMで提供されているが、一部のコードポイント、特に1番から31番の範囲と127番のコードは一部のAPIでは表示されない。代わりに制御文字として解釈される。例えばオリジナルのIBM PCでは多くのテキスト出力方法ではそれらのコードはBEL、BS、CR、LFとして解釈される。また多くのプリンタでもこれらの文字は印刷ができなかった。
凡例:
|    | _0         | _1         | _2         | _3         | _4         | _5         | _6         | _7         | _8         | _9         | _A         | _B         | _C          | _D         | _E         | _F            |
| -- | ---------- | ---------- | ---------- | ---------- | ---------- | ---------- | ---------- | ---------- | ---------- | ---------- | ---------- | ---------- | ----------- | ---------- | ---------- | ------------- |
| 0_ | NUL 0000 0 | ☺ 263A 1   | ☻ 263B 2   | ♥ 2665 3   | ♦ 2666 4   | ♣ 2663 5   | ♠ 2660 6   | • 2022 7   | ◘ 25D8 8   | ○ 25CB 9   | ◙ 25D9 10  | ♂ 2642 11  | ♀ 2640 12   | ♪ 266A 13  | ♫ 266B 14  | ☼ 263C 15     |
| 1_ | ► 25BA 16  | ◄ 25C4 17  | ↕ 2195 18  | ‼ 203C 19  | ¶ 00B6 20  | § 00A7 21  | ▬ 25AC 22  | ↨ 21A8 23  | ↑ 2191 24  | ↓ 2193 25  | → 2192 26  | ← 2190 27  | ∟ 221F 28   | ↔ 2194 29  | ▲ 25B2 30  | ▼ 25BC 31     |
| 2_ | SP 0020 32 | ! 0021 33  | " 0022 34  | # 0023 35  | $ 0024 36  | % 0025 37  | & 0026 38  | ' 0027 39  | ( 0028 40  | ) 0029 41  | * 002A 42  | + 002B 43  | , 002C 44   | - 002D 45  | . 002E 46  | / 002F 47     |
| 3_ | 0 0030 48  | 1 0031 49  | 2 0032 50  | 3 0033 51  | 4 0034 52  | 5 0035 53  | 6 0036 54  | 7 0037 55  | 8 0038 56  | 9 0039 57  | : 003A 58  | ; 003B 59  | < 003C 60   | = 003D 61  | > 003E 62  | ? 003F 63     |
| 4_ | @ 0040 64  | A 0041 65  | B 0042 66  | C 0043 67  | D 0044 68  | E 0045 69  | F 0046 70  | G 0047 71  | H 0048 72  | I 0049 73  | J 004A 74  | K 004B 75  | L 004C 76   | M 004D 77  | N 004E 78  | O 004F 79     |
| 5_ | P 0050 80  | Q 0051 81  | R 0052 82  | S 0053 83  | T 0054 84  | U 0055 85  | V 0056 86  | W 0057 87  | X 0058 88  | Y 0059 89  | Z 005A 90  | [ 005B 91  | \ 005C 92   | ] 005D 93  | ^ 005E 94  | _ 005F 95     |
| 6_ | ` 0060 96  | a 0061 97  | b 0062 98  | c 0063 99  | d 0064 100 | e 0065 101 | f 0066 102 | g 0067 103 | h 0068 104 | i 0069 105 | j 006A 106 | k 006B 107 | l 006C 108  | m 006D 109 | n 006E 110 | o 006F 111    |
| 7_ | p 0070 112 | q 0071 113 | r 0072 114 | s 0073 115 | t 0074 116 | u 0075 117 | v 0076 118 | w 0077 119 | x 0078 120 | y 0079 121 | z 007A 122 | { 007B 123 | \| 007C 124 | } 007D 125 | ~ 007E 126 | ⌂ 2302 127    |
| 8_ | Ç 00C7 128 | ü 00FC 129 | é 00E9 130 | â 00E2 131 | ä 00E4 132 | à 00E0 133 | å 00E5 134 | ç 00E7 135 | ê 00EA 136 | ë 00EB 137 | è 00E8 138 | ï 00EF 139 | î 00EE 140  | ì 00EC 141 | Ä 00C4 142 | Å 00C5 143    |
| 9_ | É 00C9 144 | æ 00E6 145 | Æ 00C6 146 | ô 00F4 147 | ö 00F6 148 | ò 00F2 149 | û 00FB 150 | ù 00F9 151 | ÿ 00FF 152 | Ö 00D6 153 | Ü 00DC 154 | ¢ 00A2 155 | £ 00A3 156  | ¥ 00A5 157 | ₧ 20A7 158 | ƒ 0192 159    |
| A_ | á 00E1 160 | í 00ED 161 | ó 00F3 162 | ú 00FA 163 | ñ 00F1 164 | Ñ 00D1 165 | ª 00AA 166 | º 00BA 167 | ¿ 00BF 168 | ⌐ 2310 169 | ¬ 00AC 170 | ½ 00BD 171 | ¼ 00BC 172  | ¡ 00A1 173 | « 00AB 174 | » 00BB 175    |
| B_ | ░ 2591 176 | ▒ 2592 177 | ▓ 2593 178 | │ 2502 179 | ┤ 2524 180 | ╡ 2561 181 | ╢ 2562 182 | ╖ 2556 183 | ╕ 2555 184 | ╣ 2563 185 | ║ 2551 186 | ╗ 2557 187 | ╝ 255D 188  | ╜ 255C 189 | ╛ 255B 190 | ┐ 2510 191    |
| C_ | └ 2514 192 | ┴ 2534 193 | ┬ 252C 194 | ├ 251C 195 | ─ 2500 196 | ┼ 253C 197 | ╞ 255E 198 | ╟ 255F 199 | ╚ 255A 200 | ╔ 2554 201 | ╩ 2569 202 | ╦ 2566 203 | ╠ 2560 204  | ═ 2550 205 | ╬ 256C 206 | ╧ 2567 207    |
| D_ | ╨ 2568 208 | ╤ 2564 209 | ╥ 2565 210 | ╙ 2559 211 | ╘ 2558 212 | ╒ 2552 213 | ╓ 2553 214 | ╫ 256B 215 | ╪ 256A 216 | ┘ 2518 217 | ┌ 250C 218 | █ 2588 219 | ▄ 2584 220  | ▌ 258C 221 | ▐ 2590 222 | ▀ 2580 223    |
| E_ | α 03B1 224 | ß 00DF 225 | Γ 0393 226 | π 03C0 227 | Σ 03A3 228 | σ 03C3 229 | µ 00B5 230 | τ 03C4 231 | Φ 03A6 232 | Θ 0398 233 | Ω 03A9 234 | δ 03B4 235 | ∞ 221E 236  | φ 03C6 237 | ε 03B5 238 | ∩ 2229 239    |
| F_ | ≡ 2261 240 | ± 00B1 241 | ≥ 2265 242 | ≤ 2264 243 | ⌠ 2320 244 | ⌡ 2321 245 | ÷ 00F7 246 | ≈ 2248 247 | ° 00B0 248 | ∙ 2219 249 | · 00B7 250 | √ 221A 251 | ⁿ 207F 252  | ² 00B2 253 | ■ 25A0 254 | NBSP 00A0 255 |
|    | _0         | _1         | _2         | _3         | _4         | _5         | _6         | _7         | _8         | _9         | _A         | _B         | _C          | _D         | _E         | _F            |

### 脚注

異なるIBMの製品間のE0からEFの範囲の文字の比較

## 歴史
ビル・ゲイツは1995年10月2日号のFortune Magazineのビル・ゲイツとポール・アレンとのインタビューの中でワングのワードプロセッサの文字セットからコードページ437の範囲はとられたと述べている。
"... We were also fascinated by dedicated word processors from Wang, because we believed that general-purpose machines could do that just as well. That's why, when it came time to design the keyboard for the IBM PC, we put the funny Wang character set into the machine—you know, smiley faces and boxes and triangles and stuff. We were thinking we'd like to do a clone of Wang word-processing software someday."
「...汎用マシンでワードプロセッサと同じ役目が果たせると考えていたため、ワングの専用ワードプロセッサにわたしたちも夢中になりました。IBM PCのキーボードをデザインすることになったときに、お知りの通り笑顔や四角形や三角形など、ユーモアのあるワングの文字セットをマシンに取り入れたのはこれが理由です。」
デイビッド・J・ブラッドリー（PCのBIOSの開発者）のインタビューによると、Andy Saenz（ビデオカードの責任者）、Lew Eggebrecht（PCの主任技術者）、また彼自身によってシアトルからアトランタへの飛行機に乗っているときの4時間の会議中にこれらの文字は定められた。
表示文字の選ばれ方に関する内部規則がある。
- 表の0番目と1番目の行、0番から31番 (00hexから1Fhex) までのコードは装飾記号(補足や装飾用の文字)に分類される。127 (7Fhex) 番と離れている文字もこのグループに属する。
- 表の2番目から7番目の行、(127 (7Fhex) 番の文字を除いて、)32番から126番 (20hexから7Ehex) までのコードはASCII印字可能文字になる。
- 表の8番目から10番目 (8hexからAhex )の行、128番から175番 (80hexからAFhex) までのコードは国際的なテキスト文字を収録している。
- 表の11番目から13番目 (BhexからDhex)、176番から223番 (B0hexからDFhex) までのコードは罫線素片とブロック文字になる。右側に線がある文字や右側を塗りつぶすための文字は全て192番から223番 (C0hexからDFhex) までの文字に含まれるように、このブロックは配置されている。オリジナルのIBM PCのMDAではこのコードページの437グリフは8ピクセルの幅のビットマップとして保持されていたが、見た目をよくするために画面上では9ピクセルごとに表示された。この範囲の文字における各文字の8番目のピクセル列は特殊なハードウェア回路によって重複して表示され[16]、各行の隙間、特に塗りつぶしを行った際の隙間をなくすために使われた。
- 表の14番目から15番目 (EhexからFhex) の行、224番から255番 (E0hexからFFhex) までのコードは数学記号にあてられていて、最初の12コードは物理でよく使われるギリシャ文字を収録している。244番目 (FAhex) と245番目 (FBhex) は積分記号(∫)として使われる記号である斜体の長いsの上の部分、下の部分になっていて、179 (B3hex) 番の文字である罫線素片の縦線で伸ばせるようになっている。244 (F4hex) 番目の文字は長いs (ſ) の代替として使うこともできる。249番目 (F9hex) と250番目 (FAhex) は、前者が印刷上の中黒 (·) に似た後者を少し大きくしたものであり、ほとんど区別がつかない。255 (FFhex) 番目の文字はただ空白であり、数式を整えるためのノーブレークスペースのようなものとして働く。

マイクロソフトによってフォントのデザイナーにサポートすることが推奨されているWGL4セットの一部として、Windowsの多くのフォントはこれらの特別な表示文字は示したUnicodeのインデックスに含まれている。（少なくとも一部の解像度において、等幅のラスターフォントファミリであるTerminalはコードページ437の文字すべてを持つ初期のフォントである。）これらの文字をコードページ437のコードポイントから直接表示するためにMS LinedrawというWindowsのフォントはコードページ437の文字すべてを持ち、制限付きながらも、DOS向けのテキストをDOSで表示したように今のWindowsマシンで表示できるようにしている。

## 国際化
大体128から175の数値で国際文字が一続きにコードページ437に存在する。しかしながら多くの西洋の言語に大切ないくつかの文字が欠けている。
- スペイン語: Á、Í、Ó、Ú
- フランス語: À、Â、È、Ê、Ë、Î、Ï、Ô、Œ、œ、Ù、Û、Ÿ
- ポルトガル語: Á、À、Â、Ã、ã、Ê、Í、Ó、Ô、Õ、õ、Ú
- カタルーニャ語: À、È、Í、Ï、Ò、Ó、Ú
- イタリア語: À、È、Ì、Ò and Ù
- アイスランド語: Á、Ð、ð、Í、Ó、Ú、Ý、ý、Þ、þ
- デンマーク語/ノルウェー語: Øø うまく描画されないかもしれないが、（加えて、ストローク付きのOからはさらに遠ざかった形である開いた形のファイや閉じた形の垂直なファイとして、Unicodeに対応づけられたりUnicodeのフォントで描画されやすい。）237 (EDhex) 番目の文字の(近い形をしている)小文字のファイが代替として使える。 これを埋め合わせるために、デンマーク語やノルウェー語、アイスランド語のコードページ(コードページ865とコードページ861)ではセント記号 (¢) をø、円記号 (¥) をØで置き換えた。
- 基本的な数学記号の範囲をこえたほとんどのギリシア文字の記号は省略されている。(ギリシア語のコードーページのコードページ737とコードページ869には含まれた。)

セント(¢)、ポンド(£)、円/元(¥)の通貨記号といっしょに以前使われていたヨーロッパの通貨記号がいくつかある。フローリン（ƒ、オランダ）やペセタ（₧、スペイン）である。スペインのペセタは国際的な通用力を持っていたわけでもなく、また「Pt」、「Pta」、「Pts」、「Ptas」のように省略されていただけであってそれ自体の記号はなかったため、後者の存在は異例である。ただしIBM Electric typewriterのスペインモデルでもその記号に独立した位置づけがされていた。
コードページ850(DOS Latin-1)やコードページ850(DOS 中央ヨーロッパ)、コードページ737(DOS ギリシア語)のような後にできたDOS用の文字セットでは、混ぜ合わせた文字（例 二重線の横線/単線の縦線）は無くしつつも、単線および二線の罫線素片を残してコードページ437との互換性を部分的に保ちつつ国際的な使用をするために隙間がなくなっている。UnicodeとマイクロソフトのWGL4の文字セットに似ている字形がコードページ437の文字すべてにあり、そのためWindowsのほとんどのフォントで、またLinuxカーネルの標準VGAフォントで、X11のISO 10646フォントで使うことができる。